# Temple de la renommée de l'athlétisme des États-Unis
Le Temple de la renommée de l'athlétisme des États-Unis (en anglais National Track and Field Hall of Fame) est un musée situé dans les locaux de The Armory Foundation, à New York, au 216 Fort Washington Avenue, dans le quartier de Washington Heights. 
Il consacre les plus grands athlètes américains. Créé en 1974, ce panthéon de l'athlétisme est similaire à celui que l'on peut trouver dans le hockey sur glace. On y rend hommage non seulement aux sportifs mais aussi aux entraîneurs, aux dirigeants, aux organisateurs de compétitions d'athlétisme, et aux journalistes.

## Membres
- 1974
  - Ralph Boston
  - Avery Brundage (dirigeant)
  - Lee Calhoun
  - Dean Cromwell (entraineur)
  - Glenn Cunningham
  - Glenn Davis
  - Harold Davis
  - Mildred Didrikson Zaharias
  - Harrison Dillard
  - Ray Ewry
  - Dan Ferris (dirigeant)
  - Brutus Hamilton
  - Rafer Johnson
  - Alvin Kraenzlein
  - Bob Mathias
  - Michael Murphy (entraineur)
  - Lon Myers
  - Parry O'Brien
  - Al Oerter
  - Harold Osborn
  - Jesse Owens
  - Wilma Rudolph
  - Robert Simpson
  - Les Steers
  - Cornelius Warmerdam
  - Mal Whitfield

- 1975
  - Horace Ashenfelter
  - Alice Coachman
  - Millard Easton (entraineur)
  - John Flanagan
  - Ted Haydon (entraineur)
  - Edward Hurt (entraineur)
  - Wilbur Hutsell (entraineur)
  - Ralph Metcalfe
  - Bobby Morrow
  - Bob Richards
  - Helen Stephens
  - Jim Thorpe
  - Bill Toomey
  - Stella Walsh

- 1976
  - Delores Boeckmann (en)
  - Ken Doherty
  - Mae Faggs
  - Billy Hayes (entraineur)
  - Bob Hayes
  - Harry Hillman
  - Hayes Jones
  - Billy Mills
  - Charlie Paddock
  - Steve Prefontaine
  - Joie Ray
  - Ralph Rose
  - Mel Sheppard
  - Dink Templeton (entraineur)
  - Forrest Towns

- 1977
  - Bob Beamon
  - Thomas Jones (entraineur)
  - Greg Rice (en)
  - Betty Robinson
  - Jackson Scholz
  - Andy Stanfield
  - James Edward Sullivan (dirigeant)
  - Earl Thomson
  - Frank Wykoff

- 1978
  - Tom Courtney
  - Bob Giegengack (entraineur)
  - Glenn Hardin
  - Tommie Smith
  - Larry Snyder (entraineur)
  - John Woodruff

- 1979
  - James Bausch
  - William Curtis (dirigeant)
  - Fortune Gordien
  - John Griffith (organisateur)
  - Ward Haylett (entraineur)
  - Jim Hines
  - Clarence Houser
  - DeHart Hubbard
  - Edith McGuire

- 1980
  - David Albritton
  - Bruce Jenner
  - Johnny Kelley (en)
  - Jim Ryun
  - Wyomia Tyus

- 1981
  - Jesse Abrahamson (journaliste)
  - Percy Beard
  - Bill Bowerman (entraineur)
  - James Elliot (entraineur)
  - Dick Fosbury
  - Clyde Littlefield (entraineur)
  - Dave Sime
  - Willye White
  - Fred Wilt (en)
  - George Young

- 1982
  - Weemie Baskin (entraineur)
  - Willie Davenport
  - Ralph Higgins (entraineur)
  - Payton Jordan (entraineur)
  - Ted Meredith
  - Eddie Tolan
  - Dave Wottle

- 1983
  - Tom Botts (entraineur)
  - Lee Evans
  - Archie Hahn
  - Mildred McDaniel
  - LeRoy Walker (entraineur)

- 1984
  - Harold Connolly
  - Madeline Manning
  - Randy Matson
  - Joe Yancey (entraineur)

- 1985
  - Abel Kiviat
  - Mel Patton
  - John Thomas
  - Lloyd Winter (entraineur)

- 1986
  - Andy Bakjian (officiel)
  - Barney Ewell
  - Ron Laird (en)
  - Bob Seagren

- 1987
  - Jim Bush (entraineur)
  - Franklin Held
  - Eulace Peacock
  - Martha Watson (en)

- 1988
  - Greg Bell
  - Barbara Ferrell
  - Evelyne Hall
  - John Moakley (entraineur)
  - Tom Moore (organisateur)
  - Cordner Nelson (journaliste)
  - Martin Sheridan

- 1989
  - Milt Campbell
  - Nell Jackson (en)
  - Frank Shorter
  - Ed Temple (entraineur)

- 1990
  - Jim Beatty (en)
  - Doris Brown (en)
  - Charles Dumas
  - Rick Wohlhuter

- 1991
  - Roxanne Andersen (en)
  - Ellery Clark
  - Albert Nelson (journaliste
  - Bob Schul

- 1992
  - Sam Bell (en)
  - Charles Greene
  - Charlie Jenkins
  - Jess Mortensen (entraineur)
  - Archie Williams

- 1993
  - Rod Milburn
  - Jean Shiley
  - Mac Wilkins
  - Stan Wright (entraineur)

- 1994
  - Lillian Copeland
  - Cornelius Johnson
  - Fred Lebow (organisateur)
  - Edwin Moses
  - Kate Schmidt

- 1995
  - Valerie Brisco-Hooks
  - Florence Griffith-Joyner
  - Don Lash (en)
  - Marty Liquori
  - Louise Ritter
  - Melvin Rosen (entraineur)

- 1996
  - Cleve Abbott (en)
  - Don Bragg
  - Dallas Long
  - Joe McCluskey
  - Earle Meadows
  - Walter Tewskbury
  - Vern Wolfe (entraineur)

- 1997
  - Evelyn Ashford
  - Henry Carr
  - Henry Laskau (en)
  - Renaldo Nehemiah

- 1998
  - Greg Foster
  - Francie Larrieu-Smith
  - Jay Silvester
  - Dwight Stones

- 1999
  - Willie Banks
  - Larry Ellis (entraineur)
  - Charles Moore
  - Bill Rodgers

- 2000
  - John Borican[1]
  - Chandra Cheeseborough
  - William Dellinger
  - Meyer Prinstein
  - Arnie Robinson
  - Maren Seidler (en)
  - Morgan Taylor

- 2001
  - Carl Lewis
  - Henry Marsh
  - Larry Myricks
  - Alberto Salazar

- 2002
  - Earl Bell
  - Steve Scott
  - Gwen Torrence
  - Larry Young

- 2003
  - John Carlos
  - Larry James
  - Mike Larrabee
  - Mary Decker

- 2004
  - Mike Conley
  - Jack Davis
  - Otis Davis
  - Evie Dennis (dirigeant)
  - Stan Huntsman (entraineur)
  - Michael Johnson
  - Jackie Joyner-Kersee
  - Gerry Lindgren (en)
  - John Pennel
  - Joan Benoit

- 2005
  - Earlene Brown
  - Jim Fuchs
  - Roger Kingdom
  - John McDonnell (entraineur)
  - Mike Powell
  - Wes Santee
  - Fred Wolcott

- 2006
  - Ollan Cassell
  - Rex Cawley
  - Ben Eastman
  - Lynn Jennings
  - Matt McGrath
  - Bill Nieder
  - Dan O'Brien
  - Kevin Young

- 2007
  - Elvin (Ducky) Drake (entraineur)
  - Jane Frederick
  - Glenn Morris
  - Calvin Smith
  - George Woods

- 2008
  - Don Bowden (en)
  - Jimmy Carnes (entraineur)
  - Bill Carr
  - Johnny Gray
  - Bernie Wefers (en)

- 2009
  - Joetta Clark
  - Ken Foreman (entraineur)
  - Andre Phillips
  - Willie Steele
  - Randy Williams

- 2010
  - Dyrol Burleson
  - Jearl Miles-Clark
  - Roy Cochran
  - Ralph Craig
  - James Dunaway (journaliste)

- 2011[2],[3]
  - Gail Devers
  - Maurice Greene
  - Vince Matthews
  - Clarence Demar
  - Bob Timmons (entraineur)

- 2012[4]
  - Charles Austin
  - Kim Batten
  - Pat McDonald
  - Arthur Duffey
  - Fred Schmertz
  - Howard Schmertz

- 2013
  - John Godina
  - Kenny Harrison
  - Eleanor Montgomery
  - Steve Williams
  - Bob Larsen (entraineur)

- 2014[5]
  - Stacy Dragila
  - Lance Deal
  - Thomas Burke
  - Patrick Ryan
  - Theodore Corbitt

- 2015[6]
  - Hollis Conway
  - Ralph Mann
  - Allen Johnson
  - Al Blozis
  - Jack Torrance
  - Harry Gill[7]

- 2016[8]
  - Connie Price-Smith
  - Butch Reynolds
  - Buddy Edelen
  - Al Feuerbach
  - Frank Zarnowski

- 2017[9]
  - Leroy Burrell
  - Bryan Clay
  - Lindy Remigino
  - Patty Van Wolvelaere (en)
  - Bill Squires (entraineur)

- 2018[10]
  - Kathy Hammond
  - Dwight Phillips
  - Bob Hersh

- 2019
  - Sandra Farmer-Patrick
  - Steve Lewis
  - John Powell
  - Fred Thompson (entraineur)

- 2021[11]
  - Maxie Long
  - Michael Marsh
  - Kathy McMillan
  - Terrence Trammell
  - Scott Davis